# Innocent (Manga)
Innocent (jap. イノサン, Inosan, französisch für „unschuldig“) ist eine Manga-Serie von Shin’ichi Sakamoto, die von 2013 bis 2015 in Japan erschien. Eine Fortsetzung der Seinen-Serie erscheint seit 2015 als Innocent Rouge. Auf Deutsch erscheint sie seit 2017.

## Handlung
Charles Henri Sanson wächst als Sohn des Pariser Henkers Mitte des 18. Jahrhunderts in Frankreich auf. Wegen seines Vaters wird er an keiner Schule angenommen und von allen gemieden. Und schließlich soll er das Amt seines Vaters übernehmen, was dem Jungen widerstrebt. Durch Folter zwingt der gefühlskalte Vater den Sohn, sich seinem Schicksal zu fügen und sich auf die zukünftige Rolle als Henker vorzubereiten. Als Charles zur Präsentation seines Könnens beim Fest des Grafen von Chartois einen Löwen köpfen soll, weigert er sich aber, ein unschuldiges Tier zu töten. Beim Publikum des Festes bringt ihn das Respekt ein – auch beim Sohn des Grafen, in dem Charles hofft, einen Freund gefunden zu haben. Jedoch besteht seine erste echte Pflicht darin, den Sohn des Grafen hinzurichten.

## Veröffentlichung
Der Manga erschien in Japan zunächst von Januar 2013 (Ausgabe 9/2013) bis Mai 2015 (Ausgabe 20/2015) in Einzelkapiteln im Magazin Young Jump beim Verlag Shūeisha. Die Serie wurde auch in neun Sammelbänden veröffentlicht. Kurz vor ihrem Ende startete im Februar 2015 (Ausgabe 12/2015) die Fortsetzung Innocent Rouge im Magazin Grand Jump, die in bisher (Stand: Mai 2017) 5 Sammelbänden zusammengefasst wurde.
Als Vorlage diente das Werk Shikei Shikkōnin Sanson („Scharfrichter Sanson“) des japanischen Wissenschaftlers für französische Literatur Masakatsu Adachi.
Eine deutsche Übersetzung des Mangas erschien von April 2017 bis April 2019 komplett bei Tokyopop. Außerdem erscheint eine französische Ausgabe bei Delcourt, eine spanische bei Milky Way Ediciones, eine italienische bei J-Pop, eine portugiesische bei Planet Manga und eine chinesische bei Sharp Point Press.

## Rezeption
In Japan verkaufte sich der letzte Band von Innocent etwa 20.000 Mal in der ersten Woche, ebenso der erste Band der Fortsetzung. Zum 17. Japan Media Arts Festival Awards kam die Serie in die Auswahl der Jury, auch zum Leserpreis des 18. Osamu-Tezuka-Kulturpreis war sie nominiert. Eine weitere Nominierung erhielt der Manga für den 8. Manga Taishō.